# 大川野車站
大川野車站（日语：〔〕／〔〕 Ōkawano eki */?）是九州旅客鐵道筑肥線沿線車站之一，位於佐賀縣伊万里市大川町大川野。為伊萬里市成立前的大川村中心車站。

## 車站構造

### 站房
木建單層站房一座，為第二代站房，於2006年重建而成，為一座結合了社區會堂「眉山故鄉館」的複合式站房。中央設有兩層高、附有窗戶的天井，左側為「眉山故鄉館」，指定時間內用作觀光案內所，亦可用作當區居民集會場所之用；右側為男、女獨立式洗手間，中央為候車大堂，為全玻璃幕牆設計，並附有兩張候車用的長櫈。

### 月台
島式月台1面2線的地面車站。本站是筑肥線非電化路段內唯一可進行列車交會的車站。站舍與月台間以跨越側線及上行路軌的平交道聯絡。
列車採用左側進站方式，不設月台編號。而近站房一方另設有兩條側軌，由唐津一方可以經轉轍器駛進，但由伊萬里的一方則沒有轉轍器接駁。
| 月台     | 路線    | 方向 | 目的地                      |
| -------- | ------- | ---- | --------------------------- |
| 靠近站房 | ■筑肥線 | 上行 | 經■唐津線往唐津、西唐津方向 |
| 遠離站房 | ■筑肥線 | 下行 | 伊萬里方向                  |

#### 第一代站房
為單層木建站房，採用國鐵時代的一般鄉郊車站站房規格建成，出入口位於右側，2001年時拆卸。在新站房重新啟用前，本站出現了近五年的無站房時期。

## 歷史
- 1935年3月1日：北九州鐵道（日语：北九州鉄道）山本站至伊萬里站之間開通[2]。
- 1937年10月1日：北九州鐵道被國有化，改為鐵道省筑肥線[3]。
- 1983年3月22日：車站無人化[4][5][6]。
- 1987年4月1日：國鐵分割民營化，車站由九州旅客鐵道（JR九州）營運[7]。
- 2002年：第一代站房拆卸。
- 2006年3月18日：併設「眉山故鄉館」的第二代站房落成啟用。

## 使用人數
相比大川町內的其他車站，本站周邊相對有較多的民居，其中主要集中在車站的東邊、東南邊及西邊，不過每日的使用量仍然不足100人。最近一次錄得每天平均使用人數為2011年度，2012年度起再沒有車站的使用數據；又JR九州自2016年度起只公佈首300位最高日均使用量後，本站也從未打進排行榜及使用量超過100人次的附錄表內。
| 乘車人次變化 | 乘車人次變化 | 乘車人次變化 |
| 年度         | 1日平均人次  | 出處         |
| ------------ | ------------ | ------------ |
| 2000         | 92           | [ 統計 1 ]   |
| 2001         | 91           | [ 統計 1 ]   |
| 2002         | 80           | [ 統計 1 ]   |
| 2003         | 76           | [ 統計 1 ]   |
| 2004         | 78           | [ 統計 1 ]   |
| 2005         | 71           | [ 統計 1 ]   |
| 2006         | 65           | [ 統計 1 ]   |
| 2007         | 58           | [ 統計 1 ]   |
| 2008         | 56           | [ 統計 1 ]   |
| 2009         | 59           | [ 統計 1 ]   |
| 2010         | 58           | [ 統計 1 ]   |
| 2011         | 49           | [ 統計 1 ]   |
|              |              |              |
| 2016         | <100         | [ 統計 2 ]   |
| 2017         | <100         | [ 統計 3 ]   |
| 2018         | <100         | [ 統計 4 ]   |
| 2019         | <100         | [ 統計 5 ]   |
| 2020         | <100         | [ 統計 6 ]   |
| 2021         | <100         | [ 統計 7 ]   |
| 2022         | <100         | [ 統計 8 ]   |
| 2023         | <100         | [ 統計 9 ]   |

## 相鄰車站
九州旅客鐵道
■筑肥線
駒鳴－大川野－肥前長野

### 統計數據
1. ↑  佐賀縣統計年鑑
2. ↑   (PDF). 九州旅客鉄道. 2017-07-31  [2017-08-01]. （原始内容 (PDF)存档于2017-08-01）.
3. ↑   (PDF). 九州旅客鉄道.   [2019-03-10]. （原始内容 (PDF)存档于2019-07-06） （日语）.
4. ↑   (PDF). 九州旅客鉄道.   [2018-07-13]. （原始内容存档 (PDF)于2019-12-06） （日语）.
5. ↑  駅別乗車人員上位300駅（2019年度） （页面存档备份，存于），JR九州。
6. ↑  駅別乗車人員上位300駅（2020年度） （页面存档备份，存于），JR九州。
7. ↑  駅別乗車人員上位300駅（2021年度） （页面存档备份，存于），JR九州。
8. ↑  駅別乗車人員上位300駅（2022年度） （页面存档备份，存于），JR九州。
9. ↑   (PDF).   [2025-04-24]. （原始内容存档 (PDF)于2024-09-19）.

## 外部連結
- JR九州 – 大川野車站 （页面存档备份，存于）（日語）